# Pteromalus vibulenus
Pteromalus vibulenus är en stekelart som först beskrevs av Walker 1839.  Pteromalus vibulenus ingår i släktet Pteromalus och familjen puppglanssteklar. Arten är reproducerande i Sverige. Inga underarter finns listade i Catalogue of Life.